# 7 ans de séduction (bande originale)
A Lot Like Love - Music from the Motion Picture, est la bande originale sortie le 12 avril 2005 et distribué par Columbia/Sony Music Soundtrax, de la comédie romantique américaine, Sept Ans de séduction, réalisé par Nigel Cole en 2005.

## Liste des titres
| 1.    | Semi-Charmed Life      | Third Eye Blind  | 4:28 |
| 2.    | Walkin' on the Sun     | Smash Mouth      | 3:26 |
| 3.    | Save Tonight           | Eagle-Eye Cherry | 3:58 |
| 4.    | Mint Car               | The Cure         | 3:27 |
| 5.    | Mad About You          | Hooverphonic     | 3:46 |
| 6.    | Trouble                | Ray LaMontagne   | 4:00 |
| 7.    | Know Nothing           | Travis           | 3:00 |
| 8.    | If You Leave Me Now    | Chicago          | 3:56 |
| 9.    | Brighter Than Sunshine | Aqualung         | 4:02 |
| 10.   | Hands of Time          | Groove Armada    | 4:22 |
| 11.   | Look What You've Done  | Jet              | 3:45 |
| 12.   | Breathe (2 AM)         | Anna Nalick      | 4:15 |
| 13.   | Maybe It's Just Me     | Butch Walker     | 3:25 |
| 49:50 |                        |                  |      |

## Musiques additionnelles
- Outre les titres présents, sur l'album, on entend aussi durant le film les morceaux suivants [1] :
  - There She Goes
    - Écrit par Kristian Ottestad
    - Interprété par The Getaway People
    - Avec l'aimable autorisation de Columbia Records
    - Par arrangement avec Sony BMG Music Licensing

  - The Little Cowherd
    - Arrangé par Liu Sen
    - Interprété par Tseng Yung Cing
    - Avec l'aimable autorisation de Wind Song Music International

  - Cut Chemist Suite
    - Écrit par Alfredo Ortiz[2]
    - Interprété par Ozomatli
    - Avec l'aimable autorisation d'Almo Sounds, LLC
    - Par arrangement avec Natural Energy Lab

  - Strawberry Pie
    - Écrit par Mark Vernon, Lisah Nicholson, Michael Porter
    - Interprété par AM Vibe
    - Avec l'aimable autorisation de Silvergirlrecords

  - Release the Pressure
    - Écrit par Mark Thomas Bell
    - Interprété par Kingsize Funk
    - Avec l'aimable autorisation de Shaboom America Recordings

  - Bodyrock
    - Écrit par Moby[3], Bobby Robinson, Gabriel Jackson
    - Interprété par Moby
    - Avec l'aimable autorisation de V2 Records, Inc./Mute Ltd.

  - I'll Be There for You
    - Écrit par Jon Bon Jovi et Richie Sambora
    - Interprété par Ashton Kutcher